# Phoroncidia gira
Phoroncidia gira är en spindelart som beskrevs av Claude Lévi 1964. Phoroncidia gira ingår i släktet Phoroncidia och familjen klotspindlar.
Artens utbredningsområde är Venezuela. Inga underarter finns listade i Catalogue of Life.